# Raiatea

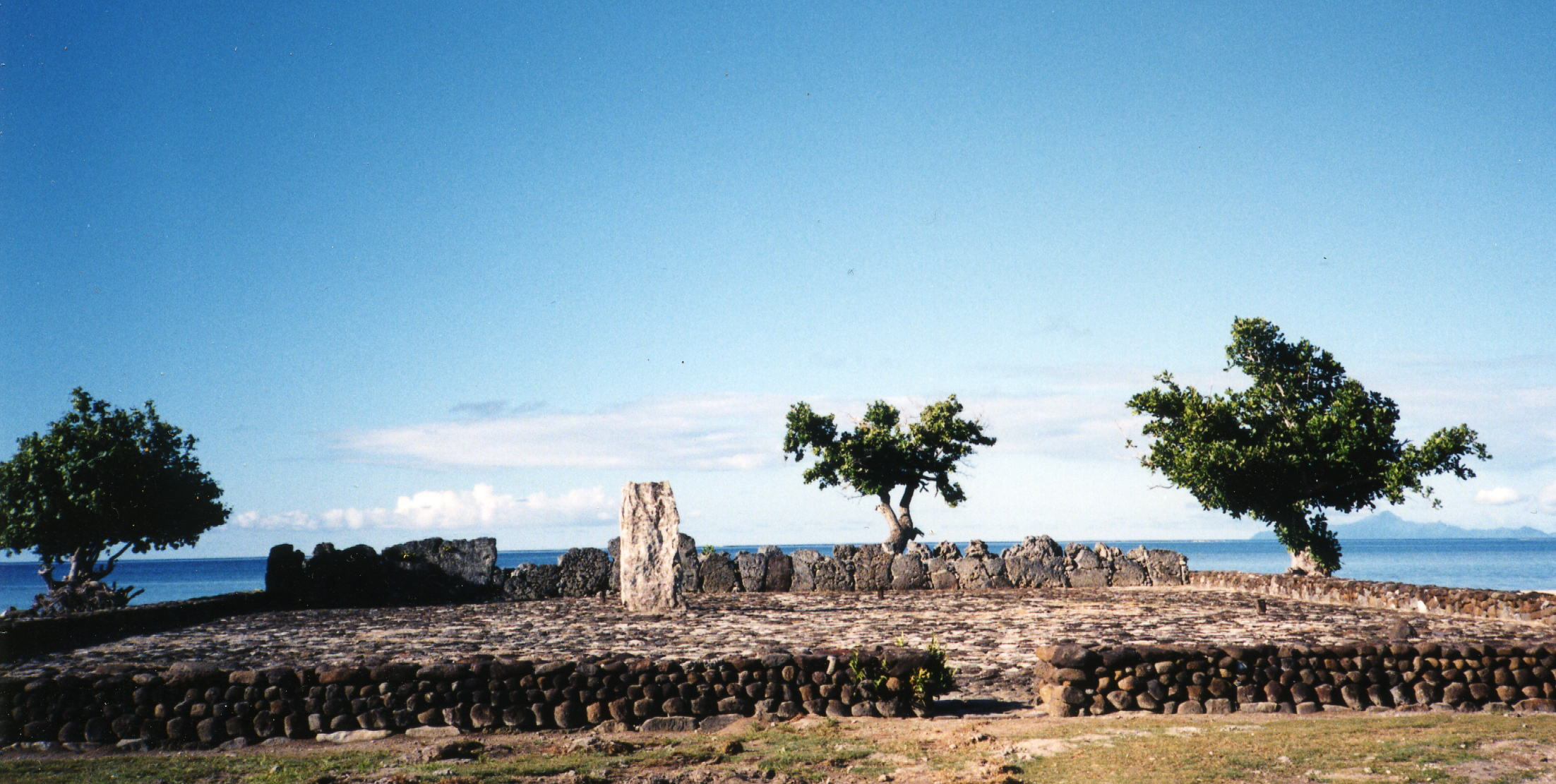
Een oude Polynesisch marae in Taputapuātea

Raiatea vormt samen met het eiland Tahaa een atol gelegen in de Stille Oceaan. Het eiland behoort samen met acht andere eilanden tot de Benedenwindse Eilanden van Frans-Polynesië.
Het eiland bestaat uit een uitgedoofde vulkaan en een door een rif omgeven lagune.
In het jaar 2002 telde het eiland 11.133 inwoners. De belangrijkste plaats is Uturoa.
Bovenwindse Eilanden:
Maiao ·
Mehetia ·
Moorea ·
Tahiti ·
Tetiaroa
Benedenwindse Eilanden:
Bora Bora ·
Huahine ·
Manuae ·
Maupihaa ·
Maupiti ·
Motu One ·
Raiatea ·
Tahaa ·
Tupai